# Museo Etnográfico Amazónico (Iquitos)
El Museo Etnográfico Amazónico, también denominado como Museo Amazónico, es un museo antropológico situado en la ciudad del Iquitos. El museo está dedicado principalmente a las comunidades nativas de la Amazonía. Fue inaugurado el 15 de marzo de 1996. Cuenta con una colección de 30 estatuas representando a las diferentes comunidades nativas de la amazonia. También tiene una galería fotográfica durante la época del caucho y una exhibición de retratos.
El Museo Amazónico es administrado por la Dirección Desconcentrada de Cultura de Loreto, dependencia del Ministerio de Cultura del Perú.

## Edificio
El edificio fue declarado Patrimonio Histórico Cultural de la Nación por el Instituto Nacional de Cultura mediante la R.M. 793-86 ed. La estructura fue construida en el año 1863 en estilo neoclásico. En sus inicios albergó la Comandancia General del Ejército para luego ser donada a la Prefectura de Loreto. Fue restaurada en 1893. En 1903 se construyó el segundo piso. La última restauración se realizó en 1996 para luego convertirse en museo. El edificio cuenta con grandes ventanas de arcos de medio punto protegidos por barrotes de hierro redondo. La decoración mural realizada en madera tallada fue creada por el artesano Demetrio Días Souzaen.